# Dimora storica
Nel diritto italiano sono considerate dimore storiche quegli immobili che assumono un interesse culturale, storico e antropologico dal punto di vista della dimora umana. Non solo ville, ma anche castelli, alberghi, manieri. Anche se non vi è una vera e propria definizione, il concetto di dimora storica compare già nella legge n. 1089 del 1º giugno 1939 - Tutela delle cose d'interesse Artistico o Storico, in cui si afferma che sono soggetti a tutela (detto anche "vincolo") tutte quelle “cose, immobili e mobili, che presentano interesse artistico, storico, archeologico o etnografico, compresi:
1. le cose che interessano la paleontologia, la preistoria e le primitive civiltà;
2. le cose d'interesse numismatico;
3. i manoscritti, gli autografi, i carteggi, i documenti notevoli, gli incunaboli, nonché i libri, le stampe e le incisioni aventi carattere di rarità e di pregio. Vi sono pure compresi le ville, i parchi e i giardini che abbiano interesse artistico o storico. Non sono soggette alla disciplina della presente legge le opere di autori viventi o la cui esecuzione non risalga ad oltre cinquanta anni.”